# Botavara
Una botavara en la navegació a vela és una perxa més o menys horitzontal, subjecta a un pal per l'extrem de proa i maniobrable per l'extrem de popa a la qual es fixa la vora inferior d'una vela de tallant, ja sigui bermudiana, guaira o cangrea.
A les embarcacions esportives d'un sol pal s'hi aferra la vela major. En els grans velers de més d'un pal, si tenen botavara, normalment està situada en el pal de mitjana.

1.- Botavara
2.- Pal
3.- Agullot
4.- Vela
5.- Amantina
6.- Puny d'escota
7.- Escota
8.- Contra
9.- Tensor de gràtil

La botavara (1) s'uneix al pal (2) per l'agullot (3). La vela (4) es fixa pel puny d'amura prop de l'agullot i pel puny d'escota (6) a popa. L'escota (7) permet maniobrar la vela i les ostes (8 i 9) mantenen la posició de la botavara.